# Wiktoria Czechowska-Antoniewska
Wiktoria Czechowska-Antoniewska (* 26. ledna 1929 Grudziądz) je polská řezbářka, sochařka a medailérka.

## Život
Jakmile skončila první světová válka, přestěhovala se její rodina z východního pohraničí do hlavního města, do Varšavy, kde si našla byt v Saské Kępě. Lokalitě zůstala Czechowska-Antoniewska od roku 1938 věrná po celý svůj následující život. Umělkyně studovala na lyceu pojmenovaném po Marii Curie Skłodowské. Poté přešla na varšavskou Akademii výtvarných umění, kde jí pedagogicky vedli profesoři Marian Wnuk a Józef Aumiller. Svá zdejší studia dokončila absolutoriem roku 1954 a následující rok (1955) získala diplom.
V odborné práci vyhotovila na čtyři stovky medailí, na nichž zachytila nejen polské herce, ale rovněž historické osobnosti polských dějin. Své výtvory prezentovala na více než dvou stovkách výstav. Umělčina tvorba je součástí sbírek dvanácti muzeí na území Polska a dalších čtrnácti v zahraničí, mezi než se řadí i Vatikán.

## Dílo

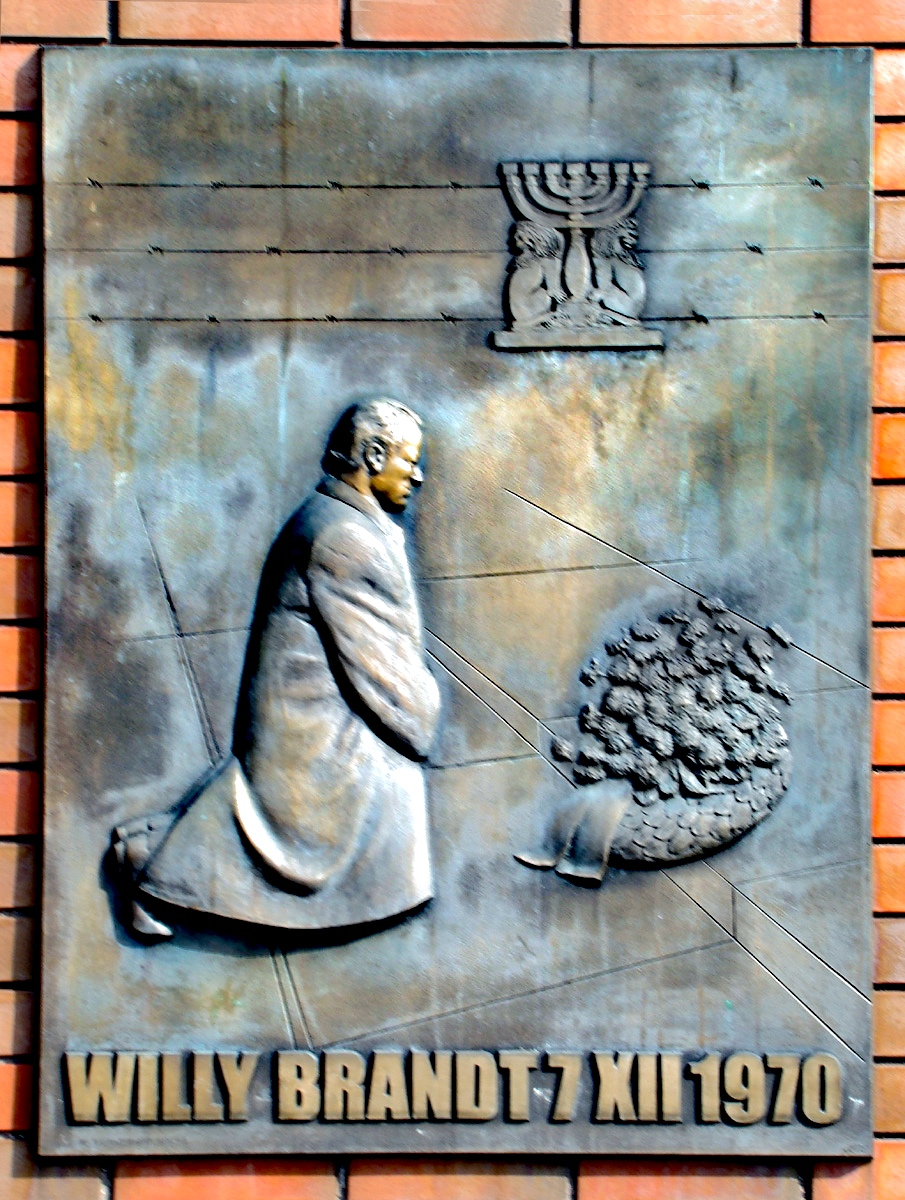
Deska na pomníku Varšavského pokleknutí

Czechowska-Antoniewska vytvořila bronzovou desku pro pomník Varšavského pokleknutí. Vytvořila rovněž medailon s obrazem Andrzeje Frycze Modrzewského v zasedací místnosti Rady ministrů. Za svou tvorbu obdržela roku 1978 Zlatý záslužný kříž, v roce 1986 Rytířský kříž Řádu Polonia Restituta a během roku 2009 jí byla udělena Zlatá medaile za zásluhy o kulturu - Gloria Artis.